# Calvatia sculpta
Calvatia sculpta là một loài nấm trứng trong họ Agaricaceae. Đạt kích thước từ 8 đến 15 cm chiều cao từ 8 đến 10 cm, quả thể hình quả lê hoặc quả trứng có thể dễ dàng nhận ra do các gai lớn hình chóp hoặc đa giá lớn bao phủ bề mặt. Nó có thể ăn được khi còn non,

trước khi các bào tử bên trong cơ thể quả tươi phân hủy thành bột màu nâu. Các bào tử có dạng hình cầu, và có các vết mụn cóc trên bề mặt của chúng.
Ban đầu được mô tả từ Sierra Nevada, C. sculpta được tìm thấy ở vùng núi phía Tây Bắc Mỹ, và được tìm thấy trong một cồn Brazil vào năm 2008. Nó có thể dễ dàng bị nhầm lẫn với Calculovista subsculpta, một loài nấm có mũ hình quả bong bóng tương tự, ngoại trừ sự khác biệt chỉ quan sát được Với kính hiển vi - lớn hơn, và có một chút mụn cóc với một kết cấu cảm giác. Các loài tương tự khác bao gồm Calvatia arctica và mẫu vật chưa trưởng thành của Amanita magniverrucata.